# 雲峰 (ミサイル)
雲峰は、台湾の超音速対地ミサイル。

## 設計と開発
国家中山科学研究院が開発したミサイルで、射程は約1,200-2,000km。マッハ3.0（1,030m/s）が出せる固体ロケットブースターを備えたラムジェットエンジンを搭載している。半徹甲弾と破片弾頭を搭載可能。このミサイルは、中華人民共和国の北部及び中部の目標に到達できる、台湾の数少ない兵器の1つである。開発は李登輝政権時代から行われていたようだが、その存在が公式に報じられたのは2012年になってからのこと。雲峰の飛行試験は、超音速対艦ミサイル HF-3の飛行試験計画の中に隠されていた。
2016年、国防部 (中華民国)はミサイル計画が打ち切られたという報道を否定した。この臆測は、中国への親善のためにプロジェクトが中止されるという考えに基づいていた。2021年10月の立法院合同委員会の公聴会で、邱国正国防相が初めてミサイルの存在を公に認めた。

## 派生型
2018年には、ミサイル射程延長と衛星打ち上げへの両方の適応を目的とした「麒麟プロジェクト」として、国防省から124億台湾ドル（3億9000万米ドル）が割り当てられたことが発表された。

### 強化型雲峰
2019年8月、強化型雲風巡航ミサイルの量産が開始され、当初はミサイル20基と移動発射装置10基を受注した。強化型は、高高度ラムジェット搭載巡航ミサイルとされている。

### 衛星打上機
このミサイルは、国家中山科学研究院によって衛星打上用ロケットとして機能するよう改良されているところである。このミサイルは、50-200 kgの衛星を約500 kmの低軌道に投入することが可能。この改良プログラムにより、ミサイルの射程が2,000kmに延長され、北京が攻撃範囲に入ると疑われている。